# 기시촌 (효고현 아리마군)
기시촌(貴志村)은 효고현 아리마군에 설치되었던 촌이다. 현재의 산다시 남서부에 해당한다.

## 역사
- 1889년 4월 1일 - 정촌제 시행에 의해 10개 촌의 구역을 가지고 성립하였다.
- 1943년 12월 20일 - 기시촌이 분할하여 오아자 마도, 가미우치카미, 나카우치카미, 나카우치카미, 사와야, 시모우치카미, 히로자와, 히로노, 가미이자와, 시모이자와, 니시노가미가 나카노촌과 합병해 히로노촌이 성립, 오아자 시타 시모후카다・카미후카다・이케지리・타키시는 산다정에 편입해, 동일 기시촌은 폐지되었다.

## 교통

### 철도
- 일본국유철도
  - 후쿠치야마선

### 도로
현재는 구촌 구역에 마이즈루 와카사자동차도 산나니시 나들목이 통과하지만 당시엔 미개통

## 참고문헌
- 가도카와 일본지명 대사전 28권 효고현